# Aplidium laevigatum
Aplidium laevigatum är en sjöpungsart som beskrevs av William Abbott Herdman 1886. Aplidium laevigatum ingår i släktet Aplidium och familjen klumpsjöpungar.
Artens utbredningsområde är Södra Ishavet. Inga underarter finns listade i Catalogue of Life.